# Älvkarleby kommun
Älvkarleby kommun är en kommun i Uppsala län. Centralort är Skutskär.

## Administrativ historik
Kommunens område motsvarar Älvkarleby socken och en mindre del av Valbo socken. I dessa socknar bildades vid kommunreformen 1862 två landskommuner med motsvarande namn. 1940 överfördes området Fleräng från Valbo landskommun till Älvkarleby landskommun. Kommunreformen 1952 påverkade inte indelningarna.
Genom en ombildning av Älvkarleby landskommun bildades Älvkarleby kommun  vid kommunreformen 1971. Kommunen ingick från bildandet till 28 november 2005 i Tierps domsaga (före 1 april 1980 benämnd Uppsala läns norra domsaga) och ingår sen dess i  Uppsala domsaga.
Kommunen ingår sedan 2010 i Förvaltningsområdet för finska.

## Geografi

### Topografi och hydrografi
Älvkarleby, en liten kustkommun vid södra stranden av Gävlebukten, karaktäriseras av en berggrund av gnejsgranit och en övervägande barrskogsbevuxen morän på dess flacka yta. Genom kommunen löper Uppsalaåsen, en rullstensås täckt av tallskog, som sträcker sig som en nord–sydlig ryggrad. I nordöst sträcker sig åsen ut i Gävlebukten och formar Billudden, där strandprocesser har skapat en variation av former, inklusive bevarade strandvallar till följd av landhöjningen. Dalälven, som rinner genom kommunen, når havet genom dess nedre lopp. I sydvästra Älvkarleby kommun är älven dämd och bildar den grunda och rika Storfjärden, känd för sina forsar, sel och branta nipor.
Nedan presenteras andelen av den totala ytan 2020 i kommunen jämfört med riket.
|  | Bebyggelse (6,4 %) |

|  | Skog (80,1 %) |

|  | Öppen myrmark (1,8 %) |

|  | Jordbruksmark (1,8 %) |

|  | Övrig mark (9,9 %) |

|  | Bebyggelse (3,1 %) |

|  | Skog (68,0 %) |

|  | Öppen myrmark (7,2 %) |

|  | Jordbruksmark (7,4 %) |

|  | Övrig mark (14,3 %) |

### Växt- och djurliv
Givet att kommunen är belägen på gränsen till Norrland finns det både sydsvenska och norrländska arter i området. Marken är generellt rik på kalk varför flera sällsynta blommor, som orkidéer och svampar, trivs. Det finns många rikkärr, vilket är sällsynt, och dessa är särskilt påverkade av kalkhalten. Även skogen påverkas av kalken, där prunkande örtvegetation finns, vilket också är ovanligt för Sverige. Längs Uppsalaåsen finns unika sandiga marker där många sällsynta fjärilar, skalbaggar och andra insekter trivs. Där har cirka 100 rödlistade arter hittats.

### Naturskydd
Det finns sju naturreservat i kommunen. Naturreservatet Billudden består av kalkbarrskog, havtornssnår och vidsträckta stränder och är belägen på Upplandsåsen. Forsar, svämängar, svämskog och gammelskog hittas i Båtfors naturreservat medan man i reservatet Bölsjön hittar blodiglar i en liten sjö bland rikkärr och sumpskogar.

### Administrativ indelning
Fram till 2016 var kommunen för befolkningsrapportering indelad i en enda församling, Älvkarleby-Skutskärs församling.

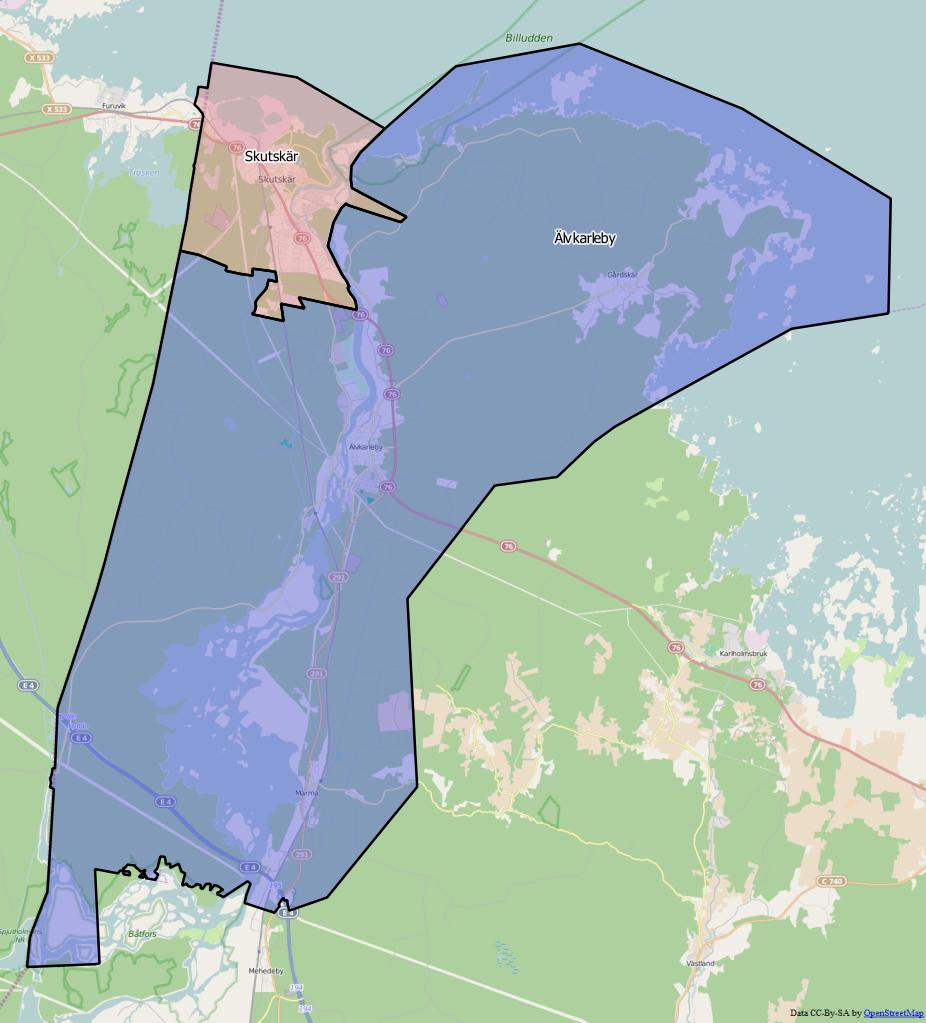
Distrikt inom Älvkarleby kommun

Från 2016 indelas kommunen i följande distrikt– Skutskär och Älvkarleby.

### Tätorter
Vid Statistiska centralbyråns tätortsavgränsning den 31 december 2015 fanns det fem tätorter i Älvkarleby kommun.
| Nr | Tätort           | Folkmängd |
| -- | ---------------- | --------- |
| 1  | Skutskär, del av | 6 279     |
| 2  | Älvkarleby       | 1 517     |
| 3  | Gårdskär         | 354       |
| 4  | Marma            | 324       |
| 5  | Älvkarleö        | 214       |

Centralorten är i fet stil.
Tätorten Skutskär var delad på två kommuner: Älvkarleby kommun  och Gävle kommun.

## Styre och politik

### Styre
Mandatperioden 2010–2014 styrdes kommunen av Socialdemokraterna och Vänsterpartiet som tillsammans samlade 16 av 31 mandat i kommunfullmäktige. I valet 2014 backade Socialdemokraterna vilket ledde till att även Miljöpartiet inkluderades i den styrande koalitionen. Efter valet 2018 meddelade Centerpartiet att de lämnade Alliansen för att bilda styre tillsammans med de rödgröna. År 2022 inkluderades även Kommunens väl i den styrande koalitionen som nu består av totalt fem partier.

### Kommunfullmäktige

#### Presidium
| Presidium 2022–2026    | Presidium 2022–2026 | Presidium 2022–2026 |
| ---------------------- | ------------------- | ------------------- |
| Ordförande             | S                   | Björn Karlsson      |
| Förste vice ordförande | S                   | Inga-Lil Tegelberg  |
| Andre vice ordförande  | M                   | Sören Sandström     |

#### Mandatfördelning 1970–2022
| 24 |  | 3 | 2 |  |

| 28 |

|  | 21 | 2 | 4 | 2 |  |

| 28 |

| 2 | 21 |  | 4 | 2 |  |

| 27 |

| 2 | 20 | 2 | 3 | 2 | 2 |

| 26 | 5 |

| 2 | 20 | 2 | 3 |  | 3 |

| 22 | 9 |

| 2 | 19 | 3 | 2 | 3 | 2 |

| 22 | 9 |

| 3 | 14 | 6 | 2 | 4 | 2 |

| 17 | 14 |

| 2 | 15 | 5 |  | 4 |  | 3 |

| 19 | 12 |

| 2 | 16 |  | 6 |  | 3 | 2 |

| 17 | 14 |

| 3 | 15 |  | 5 |  | 2 |  | 3 |

| 17 | 14 |

| 2 | 16 |  | 3 |  |  | 3 |  | 3 |

| 17 | 14 |

| 2 | 14 |  | 4 | 2 |  | 2 |  | 4 |

| 17 | 14 |

| 2 | 14 |  | 4 | 2 | 2 |  | 5 |

| 17 | 14 |

| 2 | 13 |  | 4 | 5 | 2 | 4 |

| 15 | 16 |

| 2 | 11 |  | 3 | 6 | 2 |  |  | 4 |

| 16 | 15 |

| 2 | 10 |  | 2 | 6 | 2 | 2 | 6 |

| 18 | 13 |

För valen före 1970, se Älvkarleby landskommun

### Nämnder

#### Kommunstyrelse
Totalt har kommunstyrelsen 11 ledamöter, socialdemokraterna, moderaterna och sverigedemokraterna har två ledamöter vardera medan centerpartiet, kommunens väl, kristdemokraterna, miljöpartiet och vänsterpartiet har en ledamot vardera.
| Presidium 2022–2026 | Presidium 2022–2026 | Presidium 2022–2026 |
| ------------------- | ------------------- | ------------------- |
| Ordförande          | S                   | Katrin Jakobsson    |
| Vice ordförande     | S                   | Henrik Jonsson      |

#### Övriga nämnder
Älvkarleby kommun har en gemensam IT-nämnd med Tierps kommun, Knivsta kommun, Östhammars kommun och Heby kommun. Även lönenämnden är gemensam, denna med Tierps och Knivsta kommuner. Överförmyndarnämnden är gemensam med samtliga Uppsala läns kommuner. Därutöver finns fem nämnder varav fyra har egna förvaltningar. Nämnderna är Valnämnden, Kommunstyrelsen, Samhällsbyggnad, Utbildning och Omsorg.
| Nämnd                   | Ordförande | Ordförande          | Vice ordförande | Vice ordförande   |
| ----------------------- | ---------- | ------------------- | --------------- | ----------------- |
| Utbildningsnämnden      | S          | Marie Pettersson    | V               | Anett Aulin       |
| Samhällsbyggnadsnämnden | S          | Magnus Grönberg     | C               | Paul Wisén        |
| Omsorgsnämnden          | S          | Åsa Strid Andersson | S               | Britta Gustavsson |
| Valnämnden              | S          | Lars Skytt          | S               | Sven-Olof Melin   |

## Ekonomi och infrastruktur

### Näringsliv
Tillverkningsindustrin dominerar Älvkarlebys näringsliv och erbjuder 22 procent av de arbetstillfällen som finns i kommunen. Stora Enso Pulp AB, som arbetar med massatillverkning, är det helt dominerande företaget. Andra industrier är kopplad till elproduktion där Vattenfall är beläget i tätorten Älvkarleby där även Fiskeriverkets fiskeriförsöksstation finns.
Tierps- och Älvkarleby kommuner har ett gemensamt destinationssamarbete genom Upplev Norduppland.

### Infrastruktur

#### Transporter
Europaväg E4 passerar igenom den sydligaste delen av kommunen, sydväst om Marma.
Riksväg 76 passerar igenom kommunen.
Väg 291 förbinder E4:an med väg 76 i Älvkarleby.
Kommunen genomkorsas av Ostkustbanan och har tre järnvägsstationer, i Marma, Älvkarleby och Skutskär. Mälartåg trafikerar alla tre stationerna mellan Uppsala och Gävle.

Kommunen har flera bussförbindelser utanför kommunen, till bl.a. Gävle, Tierp och Forsmark.

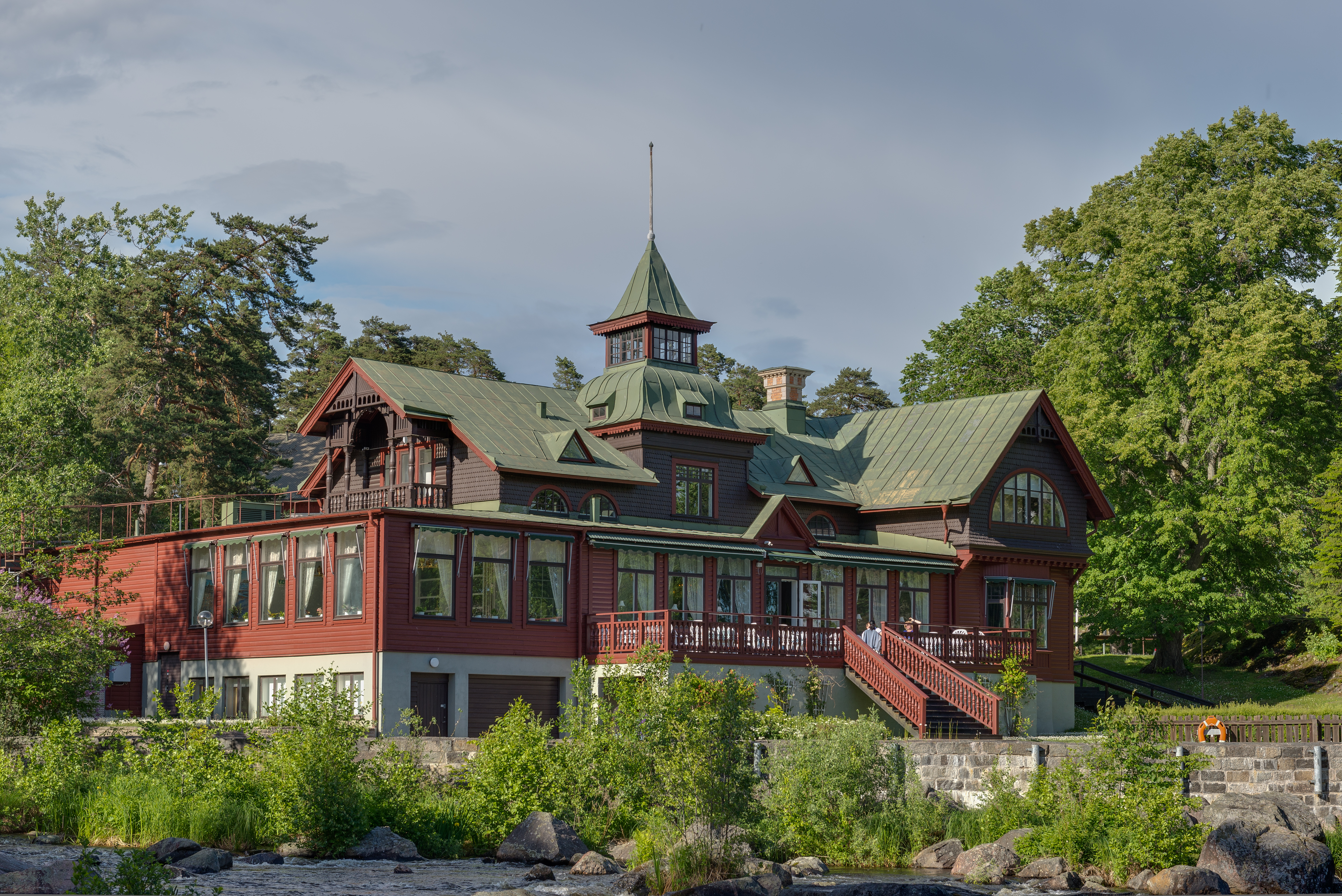
Turisthotellet i Älvkarleby.

## Befolkning

### Demografi

#### Befolkningsutveckling
| Befolkningsutvecklingen i Älvkarleby kommun 1970–2020                                                           | Befolkningsutvecklingen i Älvkarleby kommun 1970–2020 | Befolkningsutvecklingen i Älvkarleby kommun 1970–2020 | Befolkningsutvecklingen i Älvkarleby kommun 1970–2020 | Befolkningsutvecklingen i Älvkarleby kommun 1970–2020 |
| --- | ----------------------------------------------------- | ----------------------------------------------------- | ----------------------------------------------------- | ----------------------------------------------------- |
| |                                                       |                                                       |                                                       |                                                       |
| År |                                                       |                                                       | Folkmängd                                             |                                                       |
| 1970 | 1970                                                  |                                                       | 10 279                                                |                                                       |
| 1975 | 1975                                                  |                                                       | 9 947                                                 |                                                       |
| 1980 | 1980                                                  |                                                       | 9 736                                                 |                                                       |
| 1985 | 1985                                                  |                                                       | 9 270                                                 |                                                       |
| 1990 | 1990                                                  |                                                       | 9 263                                                 |                                                       |
| 1995 | 1995                                                  |                                                       | 9 139                                                 |                                                       |
| 2000 | 2000                                                  |                                                       | 8 932                                                 |                                                       |
| 2005 | 2005                                                  |                                                       | 9 080                                                 |                                                       |
| 2010 | 2010                                                  |                                                       | 9 103                                                 |                                                       |
| 2015 | 2015                                                  |                                                       | 9 293                                                 |                                                       |
| 2020 | 2020                                                  |                                                       | 9 511                                                 |                                                       |
| Anm: Uppgifterna avser förhållandena den 31 december enligt den kommunala indelningen den 1 januari året efter. |                                                       |                                                       |                                                       |                                                       |

#### Utländsk bakgrund
Den 31 december 2015 utgjorde antalet invånare med utländsk bakgrund (utrikes födda personer samt inrikes födda med två utrikes födda föräldrar) 1 554, eller 16,61 % av befolkningen (hela befolkningen: 9 293 den 31 december 2015). Den 31 december 2002 utgjorde antalet invånare med utländsk bakgrund enligt samma definition 966, eller 10,77 % av befolkningen (hela befolkningen: 8 970 den 31 december 2002).

#### Invånare efter de vanligaste födelseländerna
Den 31 december 2015 utgjorde folkmängden i Älvkarleby kommun 9 293 personer. Av dessa var 1 244 personer (13,39 %) födda i ett annat land än Sverige. I denna tabell har de nordiska länderna samt de 12 länder med flest antal utrikes födda (i hela riket) tagits med. En person som inte kommer från något av de här 17 länderna har istället av Statistiska centralbyrån förts till den världsdel som deras födelseland tillhör.
| Födelseland      | Födelseland                       | Födelseland |
| ---------------- | --------------------------------- | ----------- |
| 31 december 2015 |                                   |             |
| 1                | Sverige                           | 8 049       |
| 2                | Finland                           | 328         |
| 3                | Asien: Övriga länder              | 187         |
| 4                | Syrien                            | 175         |
| 5                | Eritrea                           | 65          |
| 6                | Afrika: Övriga länder             | 61          |
| 7                | Sydamerika                        | 52          |
| 8                | Thailand                          | 51          |
| 9                | Europeiska unionen: Övriga länder | 45          |
| 10               | Somalia                           | 33          |
| 11               | Irak                              | 32          |
| 12               | Norge                             | 31          |
| 13               | Europa utom EU: Övriga länder     | 29          |
| 14               | Polen                             | 26          |
| 15               | Afghanistan                       | 25          |
| 16               | Turkiet                           | 22          |
| 16               | Tyskland                          | 22          |
| 18               | Iran                              | 17          |
| 19               | Nordamerika                       | 15          |
| 20               | Danmark                           | 11          |
| 21               | Bosnien och Hercegovina           | 7           |
| 22               | Island                            | 3           |
| 23               | Oceanien                          | 3           |
| 24               | Sovjetunionen                     | 2           |
| 25               | / SFR Jugoslavien/FR Jugoslavien  | 1           |
| 25               | Okänt födelseland                 | 1           |

## Kultur

### Kulturarv
Av Riksantikvarieämbetets handlingar framgår att det i kommunen finns 503 olika lämningar, varav ett flertal är lämningar efter fartyg och båtar. Det finns även ett flertal fossila åkrar och kulturhistoriska lämningar så som Sågarbo Herrgård, även kallad Anckarströms gård.

### Kommunvapen
Blasonering: I blått fält en av vågskuror bildad bjälke av silver belagd med en blå lax med fenor av guld.
Vapnet, vars innehåll går tillbaka på ett sockensigill, fastställdes för Älvkarleby landskommun av Kungl. Maj:t år 1939. Kommunreformerna tillförde inget nytt område och vapnet registrerades oförändrat i PRV 1974.